# Helm-Wasserfloh
Der Helm-Wasserfloh (Daphnia cucullata) ist eine Krebsart aus der Gattung der Daphnien (Daphnia).
Er wird 1 bis 2 Millimeter lang. Der Körper ist seitlich stark zusammengedrückt und sehr durchsichtig. Der Kopfpanzer besitzt einen nach hinten ausgezogenen Zipfel. Der Kopf ist helmförmig. Ein Naupliusauge ist nicht vorhanden. Das Rostrum ist abgerundet und kurz. Die Fühlerbörstchen der ersten Antennen sind so lang oder länger als die Spitze des Rostrums.
Daphnia cucullata kommt in Seen vor, als Zwergform auch in Weihern. Die Art ist ein Freiwasserbewohner und ein wesentlicher Bestandteil des tierischen Planktons großer Seen.

## Belege
- Heinz Streble, Dieter Krauter: Das Leben im Wassertropfen. Mikroflora und Mikrofauna des Süßwasser. Ein Bestimmungsbuch. Franckh-Kosmos Verlag, Stuttgart 2008, ISBN 978-3-440-11966-2.